# 伊萬尼察 (普里盧基區)
伊萬尼察（烏克蘭語：Іваниця），是烏克蘭北部的村莊，隸屬切爾尼希夫州的普里盧基區。該村始建於1600年，面積0.52平方公里，海拔高度135米，2024年人口1,357，人口密度每平方公里3,607.8人。